# Ordre de bataille confédéré de Richmond
Les unités et commandants suivants de l'armée confédérée ont combattu les 29 et 30 août 1862 lors la bataille de Richmond de la guerre de Sécession. L'ordre de bataille unioniste est indiqué séparément.

## Abréviations utilisées

### Grade militaire
- Général
- Lieutenant général
- Major général
- Brigadier général
- Colonel
- Lieutenant-colonel
- Commandant
- Capitaine
- Premier lieutenant

### Autres
- (†) = tué
- (b) = blessé

## Armée du Kentucky
Major général Edmund Kirby Smith
Escorte :
- 1st Florida Cavalry, compagnies A, E, et F :  Capitaine William M. Footman
- Cavalerie de Géorgie :  Capitaine Thomas M. Nelson

| Division                                                                                | Brigade                                                                 | Régiments et autres |
| --------------------------------------------------------------------------------------- | ----------------------------------------------------------------------- | --- |
| Troisième division Brigadier général Thomas James Churchill                             | Première brigade Colonel Thomas H. McCray                               | - 31st Arkansas Sharpshooters : Commandant James W. Clark - 10th Texas Dismounted Cavalry : Colonel Cullen R. Earp - 11th Texas Dismounted Cavalry : Colonel John C. Burks - 14th Texas Dismounted Cavalry : Colonel Matthew D. Ector - 15th Texas Dismounted Cavalry : Lieutenant-colonel James A. Weaver |
| Troisième division Brigadier général Thomas James Churchill                             | Deuxième brigade Colonel Evander McNair                                 | - 1st Arkansas Dismounted Rifles : Colonel Daniel H. Reynolds - 2nd Arkansas Dismounted Rifles : Colonel Harris Flanagin - 4th Arkansas : Lieutenant-colonel Henry C. Bunn - 4th Arkansas Infantry Battalion : Commandant Jesse A. Ross - 25th Arkansas Infantry Regiment : Colonel Charles J. Turnbull - Batterie d'Humphrey : Capitaine John T. Humphreys                                                                                 |
| Quatrième division Brigadier général Patrick Ronayne Cleburne (b) Colonel Preston Smith | Première brigade Colonel Preston Smith Colonel Alfred Jefferson Vaughan | - 12th-47th Tennessee : Colonel Lipscomb P. McMurray - 13th Tennessee : Colonel Alfred J. Vaughan, Jr., Lieutenant-colonel William E. Morgan - 154th Senior Tennessee : Colonel Edward Fitzgerald (†), Lieutenant-colonel Michael Mageveney, Jr - Marion (Florida) Light Artillery : Capitaine John M. Martin |
| Quatrième division Brigadier général Patrick Ronayne Cleburne (b) Colonel Preston Smith | Deuxième brigade Colonel Benjamin J. Hill                               | - 13th-15th Arkansas : Colonel Lucius E. Polk (b) - 2nd Tennessee : Lieutenant-colonel John A. Butler (†), Capitaine Charles W. Moore 5th Tennessee Infantry Regiment : Lieutenant colonel Camille de Polignac - 35th Tennessee : Lieutenant-colonel Joseph A. Smith - 48th Tennessee : Colonel George H. Nixon, Lieutenant-colonel Thomas R. Hughes - Sharpshooter company - Battery 1st Texas Artillery : Capitaine James Postell Douglas |

| Brigade                                    | Régiments et autres |
| ------------------------------------------ | --- |
| Brigade de cavalerie Colonel John S. Scott | - 1st Georgia Cavalry : Colonel James Jefferson Morrison - Company Kentucky Buckner Guards : Capitaine William L. Garnett - 1st Louisiana Cavalry : Lieutenant-colonel James O. Nixon - 3rd Tennessee Cavalry (détachment) : Colonel James W. Starnes |

### Troupes attachées au commandement de Smith [absentes]
- 2nd Kentucky Cavalry :  Colonel John Hunt Morgan
- Première division d'infanterie :  Brigadier général Carter L. Stevenson
  - Laissé dans la vallée de Powell, en Virginie contre les forces fédérales à Cumberland Gap
- Deuxième division d'infanterie :  Brigadier général Henry Heth
  - En chemin de Barbourville, au Kentucky